# Eucharis hissariensis
Eucharis hissariensis är en stekelart som beskrevs av Gussakovskiy 1940. Eucharis hissariensis ingår i släktet Eucharis och familjen Eucharitidae. Inga underarter finns listade i Catalogue of Life.